# Coup d'État de 2003 en Centrafrique
Le coup d'État de 2003 en République centrafricaine était un événement duquelle les forces du général François Bozizé ont marché sur Bangui, la capitale du pays, alors que le président Ange-Félix Patassé participait à un sommet régional des dirigeants de la Communauté des États sahélo-sahariens au Niger.

## Contexte
En 2001, un coup d'État manqué a lieu contre le gouvernement Patassé. Des officiers, dont André Kolingba et peut-être Bozizé, sont impliqués dans cette tentative de coup d'État'. Après un long procès, la Cour pénale centrafricaine condamne à mort Kolingba (alors en exil en Ouganda) et 21 autres putschistes en octobre 2002. Les charges contre Bozizé sont abandonnées fin 2001, bien qu'il soit démis de ses fonctions de chef de l'armée.
Dans la période qui suit la tentative de coup d'État, les tensions politiques et ethniques s'intensifient. Les milices fidèles à Bozizé (qui bénéficient du soutien du peuple Gbaya) affrontent les troupes libyennes et les rebelles congolais du MLC, tous deux déployés par Patassé. Les troupes du MLC commettent des crimes de guerre contre des civils. Des centaines de civils non armés, pour la plupart des Yakoma, sont exécutés de manière extrajudiciaire.
Le 25 octobre 2002, les forces locales de Bozizé envahissent Bangui (en). Elles se retirent après six jours de combats. Le 27 novembre 2002, les forces armées reprennent Bossembélé, tuant cinq rebelles et rouvrant la route vers Bouar, le 7 décembre, elles reprennent Damara aux rebelles, puis le 20 décembre, les forces armées reprennent enfin Bozoum. Le 14 janvier 2003, Bouar serait toujours sous contrôle rebelle.

## Déroulement
Le jeudi 13 mars 2003, le président Ange-Félix Patassé quitte Bangui pour participer à un sommet régional de la Communauté des États sahélo-sahariens (CEN-SAD) à Niamey, au Niger. Il est accompagné d'une délégation d'une vingtaine de personnes, dont la Première dame Angèle Patassé, le ministre des Affaires étrangères Martial Beti Marace (en) et le conseiller présidentiel Prosper Ndouba, libéré de captivité par les rebelles deux mois auparavant. La délégation présidentielle s'envole de Bangui pour Niamey à bord d'un Douglas DC-8 libyen, prêté à Patassé par le dirigeant libyen Mouammar Kadhafi pour ce voyage. Avant son départ, le chef d'état-major du président, le colonel Antoine Gambi, assure à Patassé que les milices de François Bozizé sont contenues au nord du pays et ne constituent pas une menace pour Bangui pendant le voyage.
Pendant l'absence de Patassé, Bozizé mène 1 000 combattants vers la capitale, Bangui. Le vendredi 14 mars 2003, les rebelles prennent les villes de Bossembélé et de Bouali, où le président Patassé possède une petite ferme, sur la route vers Bangui. Pendant ce temps, alors que les rebelles marchent sur Bangui, le président Patassé est à Niamey pour rencontrer Kadhafi et le président tchadien Idriss Déby.
Bozizé et ses rebelles entrent à Bangui le 15 mars 2003, alors que le président Patassé est toujours hors du pays. Ils prennent l'aéroport international et le palais présidentiel. Les troupes gouvernementales, dont beaucoup n'ont pas été payées depuis des mois, n'opposent que peu de résistance. Les 370 soldats de la paix de la CEMAC préfèrent abandonner leurs postes plutôt que de combattre.
Le président Ange-Félix Patassé et sa délégation ont prévu de retourner en République centrafricaine le 15 mars, le jour même où les rebelles s'emparent de Bangui. Cependant, le vol ramenant le président Patassé à Bangui est retardé au départ du Niger, la Première dame Angèle Patassé étant en retard à la suite d'une séance de shopping à Niamey. Si personne à bord de l'avion présidentiel n'est au courant du coup d'État à ce moment-là, la longue séance de shopping de la Première dame à Niamey "a probablement sauvé la vie du couple", selon le journaliste François Soudan de Jeune Afrique.
Bozizé et ses rebelles occupent l'aéroport international de Bangui M'Poko au moment même où l'avion de Patassé, retardé, est en approche. S'ils avaient tenté d'atterrir plus tôt, Patassé et son entourage présidentiel auraient probablement été capturés ou abattus. Les rebelles tirent sur l'avion de Patassé à l'approche de Bangui, le forçant à se dérouter vers l'aéroport international de Yaoundé Nsimalen, au Cameroun. La délégation présidentielle destituée est conduite à l'hôtel Hilton de Yaoundé, où Angèle et Ange-Félix Patassé apprennent que leurs deux jeunes enfants, Salomon et Providence, ont été mis en sécurité à l'ambassade de France à Bangui. Les enfants sont rapidement évacués par un avion de transport militaire C-160 Transall vers Libreville, au Gabon, avec d'autres membres de la famille Patassé et leurs domestiques togolais. Au moins quinze personnes sont tuées lors du coup d'État.
Un couvre-feu est ensuite imposé par Bozizé et la constitution est suspendue. Le dimanche 16 mars 2003, au lendemain de sa prise de pouvoir, François Bozizé s'autoproclame président de la République centrafricaine. Il forme ensuite un gouvernement d'union avec Abel Goumba comme Premier ministre, qui dirige le pays jusqu'aux élections de 2005. La France déploie un certain nombre de troupes dans le pays pour la première fois en quatre ans afin de protéger les ressortissants étrangers. Après le coup d'État, Bozizé créé une nouvelle division au sein des Forces armées centrafricaines, composée de "patriotes" ayant participé au coup d'État avec lui, appelée la Garde républicaine. Ces derniers commettent de nombreux crimes contre les civils de la capitale.
Le lundi 17 mars 2003, le soutien international africain à Ange-Félix Patassé s'estompe. Le président camerounais Paul Biya refuse de le saluer, même si la Première dame du Cameroun, Chantal Biya, a rencontré son ancienne homologue, Angèle Patassé, et a envoyé à sa famille des plats africains en guise de condoléances pour le coup d'État. Le président gabonais Omar Bongo fait marche arrière par rapport à son soutien initial à l'intervention française en République centrafricaine, que Patassé qualifiait de "trahison".
Le mardi 18 mars 2003, deux responsables camerounais, le ministre d'État chargé de l'Administration territoriale, Hamidou Marafa Yaya, et le secrétaire général de la présidence, Jean-Marie Atangana Mebarao, rencontrent Patassé et lui demandent de quitter le Cameroun dans les 48 heures. Le président camerounais Paul Biya s'envole pour les États-Unis le lendemain, sans avoir jamais appelé ni rencontré Patassé.
Patassé envisage de se rendre en Afrique du Sud ou en Libye, avant de s'installer au Togo, où il a déjà vécu en exil dans les années 1980 et rencontré sa seconde épouse togolaise, Angèle Patassé. Le président togolais Gnassingbé Eyadema accueille les Patassé dans son pays. Le président malien Amadou Toumani Touré et le président sénégalais Abdoulaye Wade invitent également Patassé à venir dans leurs pays respectifs.
La famille Patassé s'envole de Yaoundé pour Lomé, au Togo, le 19 mars 2003, pour commencer son exil de la République centrafricaine.

### Implication présumée du Tchad
Des militants tchadiens sont repérés parmi les combattants rebelles. Cependant, le président tchadien, Idriss Déby, nie avoir fourni un quelconque soutien militaire à Bozizé. Peu après le coup d’État, Patassé accuse ouvertement Déby, qu’il a rencontré à Niamey pendant le coup d’État, de soutenir Bozizé, alors que les forces tchadiennes et d’autres groupes pillaient apparemment certaines parties de Bangui. Patassé déclare que le Tchad a un intérêt économique à prendre le contrôle des champs pétroliers centrafricains et que Déby espère annexer le nord de la RCA à cette fin. À la suite de ces accusations, l'USIP déclare que "la RCA et le Tchad ont l'habitude d'abriter les groupes insurgés de l'autre". Les mercenaires étrangers ont joué un rôle important dans la lutte de pouvoir entre Patassé et Bozizé, le premier s’appuyant sur des combattants libyens et congolais et le second sur des combattants tchadiens.
Après l'arrivée au pouvoir de Bozizé, Déby et lui ont établi une relation politique forte, visant ainsi à "empêcher une coopération plus étroite entre les groupes rebelles des deux côtés de la frontière".

## Réponse internationale
- République du Congo et  Gabon: Les ministres des Affaires étrangères des deux pays ont rendu visite au général Bozizé après le coup d'État, affirmant qu'ils négocieraient avec lui.